# Ri Yong-jik
Ri Yong-jik (Osaka, Japón 8 de febrero de 1991) es un futbolista profesional norcoreano nacido en Japón que juega de mediocampista defensivo, actualmente juega en la selección de fútbol de Corea del Norte y en el FC Anyang de la K League 2 de Corea del Sur.

## Selección nacional
Ha sido internacional con la selección de fútbol de Corea del Norte en 23 ocasiones, participó en los Juegos Asiáticos en una ocasión (2014) en donde su mejor resultado fue la medalla de plata
Estuvo en la nomina de la Copa asiática 2015 (fue expulsado en duelo contra Arabia Saudita) y 2019, en ambas fue titular.

## Clubes
| Club                 | País          | Año       |
| -------------------- | ------------- | --------- |
| Tokushima Vortis     | Japón         | 2013-2014 |
| V-Varen Nagasaki     | Japón         | 2015-2016 |
| Kamatamare Sanuki    | Japón         | 2017      |
| Tokyo Verdy          | Japón         | 2018-2019 |
| FC Ryukyu            | Japón         | 2020-2023 |
| Iwate Grulla Morioka | Japón         | 2023-2024 |
| FC Anyang            | Corea del Sur | 2024-     |